# Sternbergia
Sternbergia là chi thực vật có hoa trong họ Amaryllidaceae.

## Hình ảnh

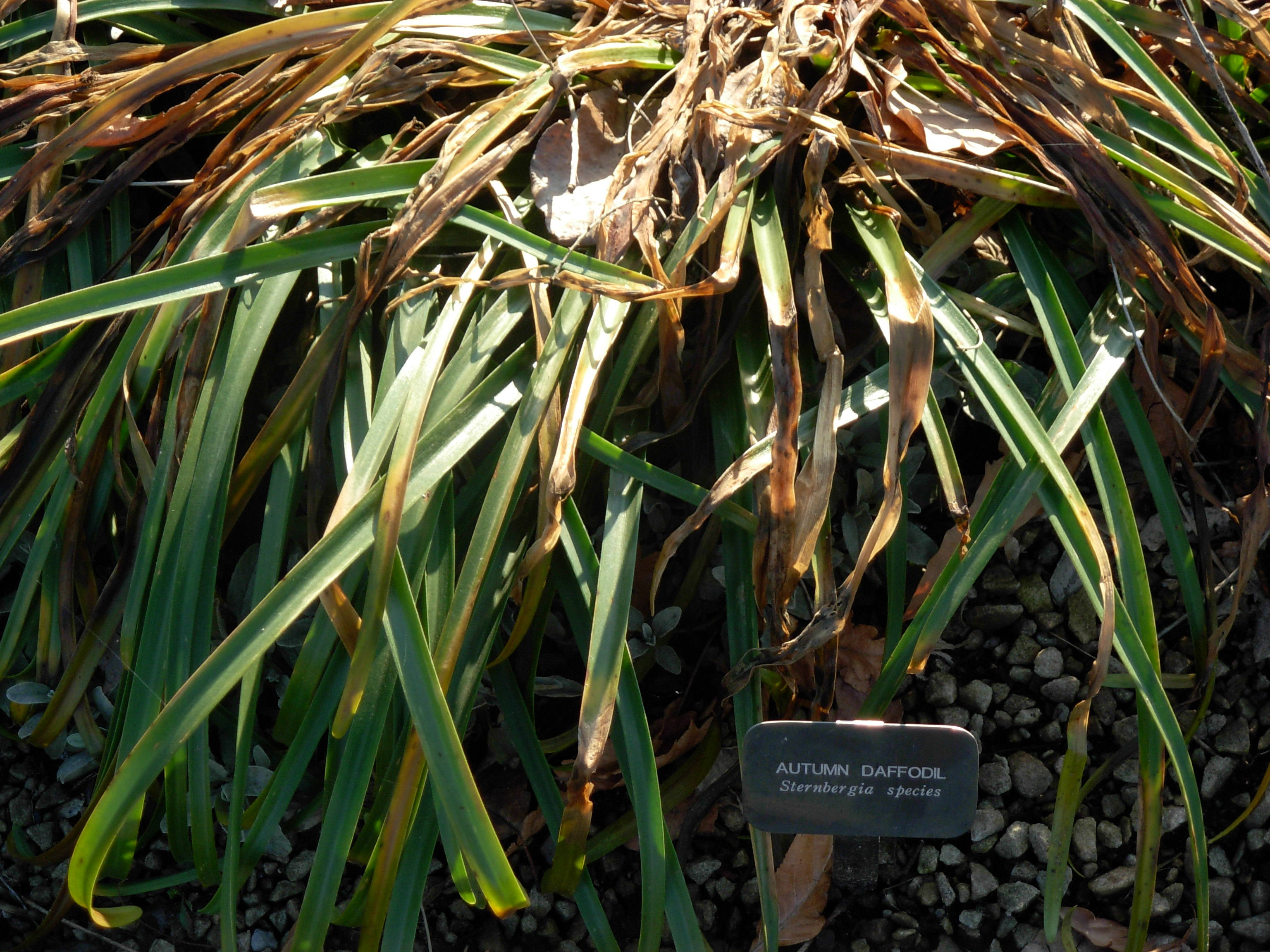
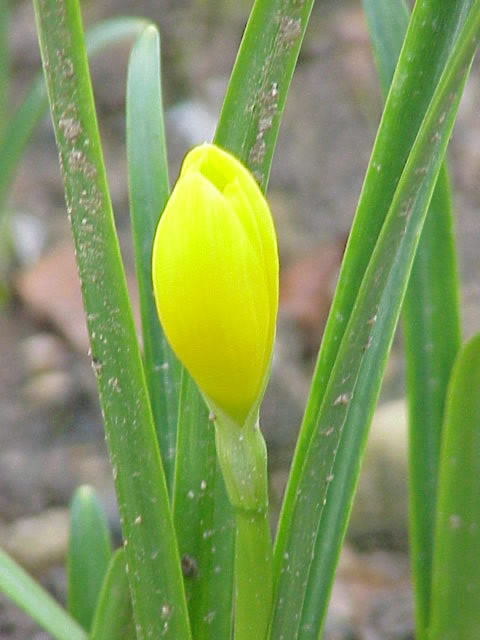
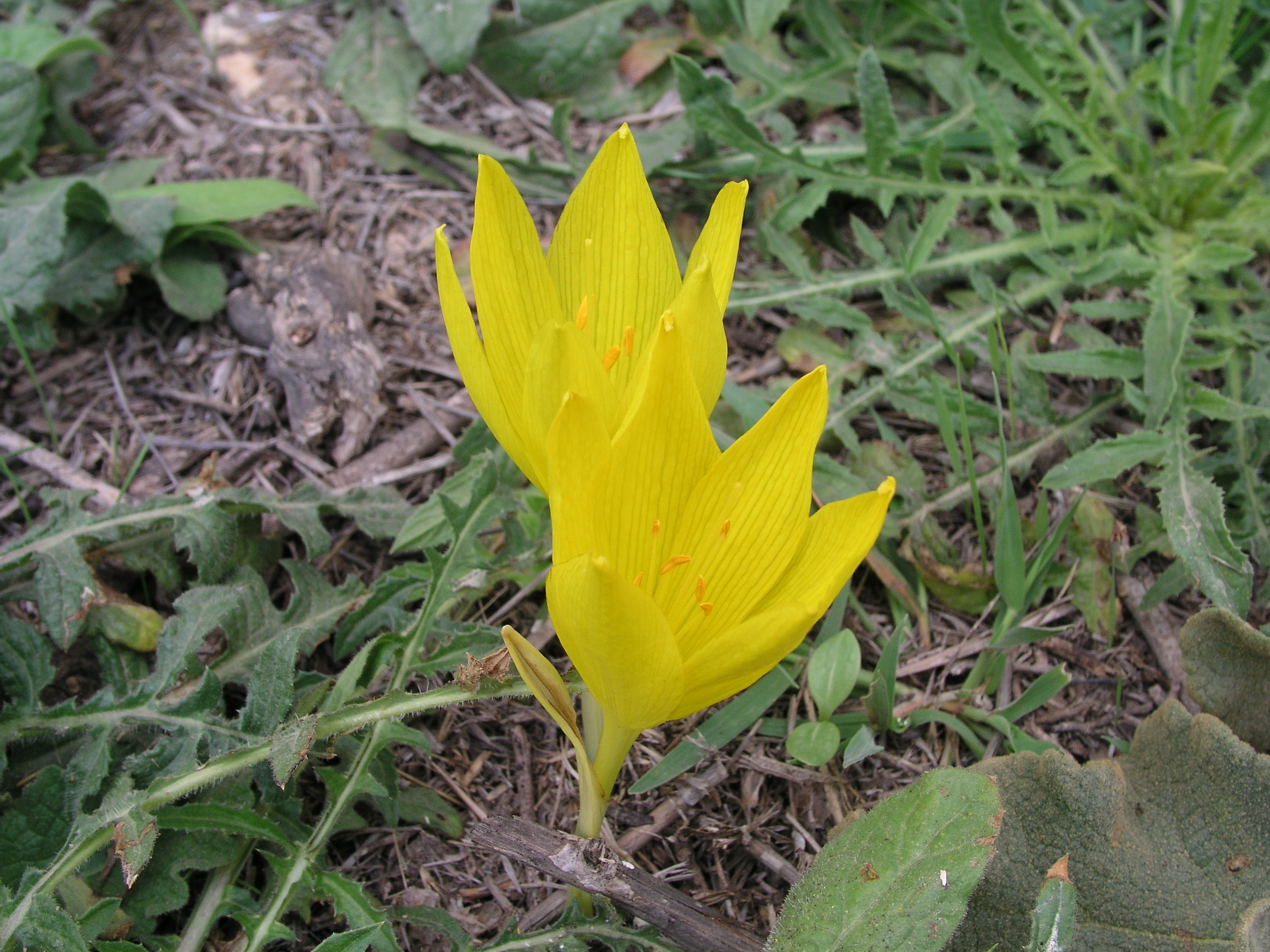
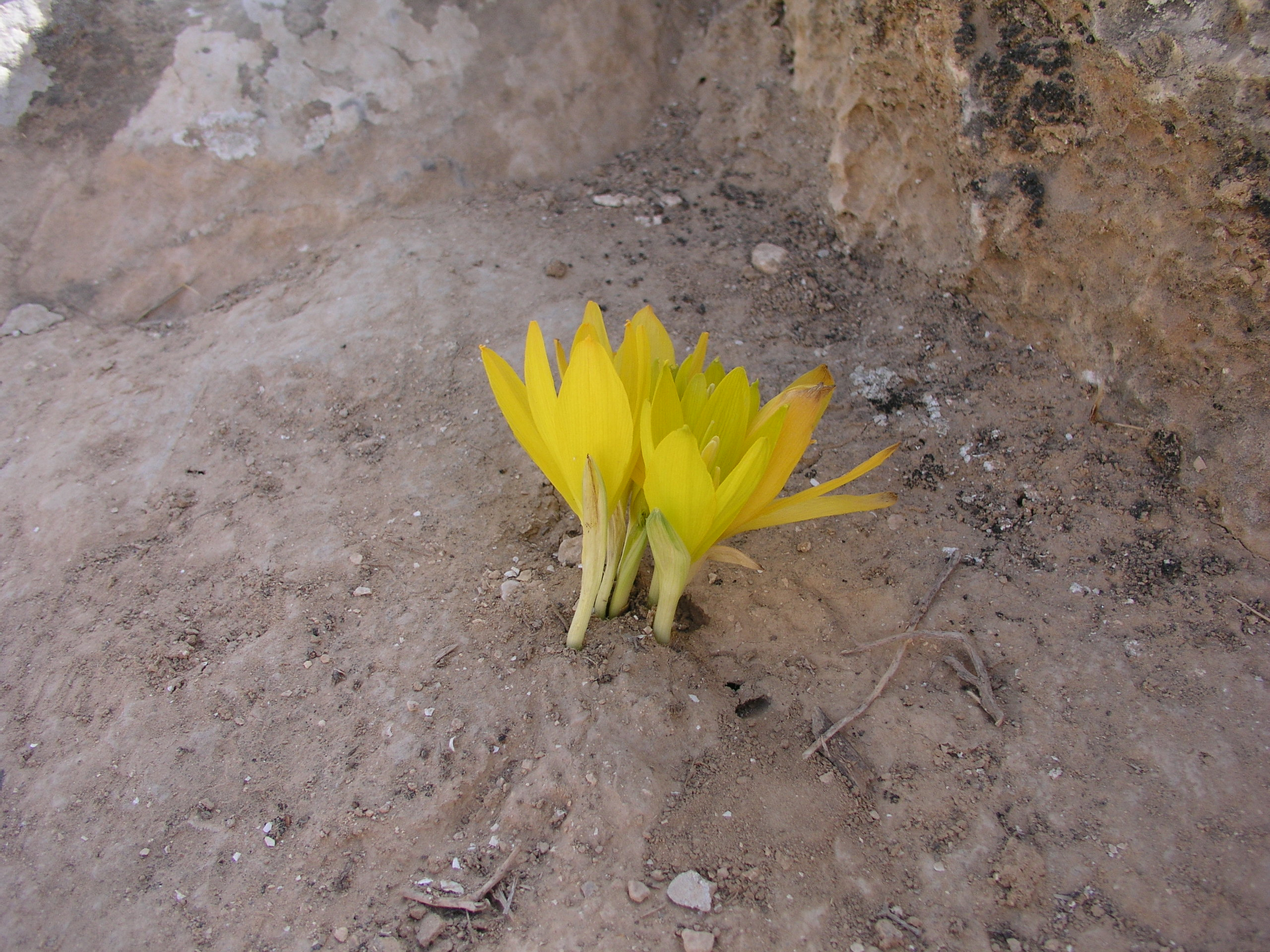